# 池田静香
池田 静香（いけだ しずか・1987年9月4日 - ）は、北海道紋別市出身の女性モデル・タレント。メイジュ所属。愛称は「しーちゃん」。

## 来歴
- 2006年、ミス北海道ウォーカーオーディションで審査員特別賞を受賞。
- 2007年2月、里田まい率いるフットサルチーム『サッポロチェルビーズ』に入団し、同年12月まで活動。ポジションはピヴォで背番号は「1」だった。
- その後ルナフラウに所属しモデル・タレント活動を続けた後、2010年に上京。
- 2010年9月、『ミス・フレンドシップインターナショナル2010』日本代表に選ばれ世界大会に出場。その中の「ミスビキニコンテスト」では世界６２ヶ国中のランプリに選ばれるなど健闘したものの、総合では韓国・ラトビアに次いで3位という結果を残した。

## 人物・エピソード
- 小学4年から高校までバスケットボール部に在籍。北見地区の代表メンバーに選ばれたこともある。
- チェルビーズでは結成当初からレギュラーに定着した。
- 好きな色はピンク、黄色、黄緑。

## 出演

### テレビ
- ワンサカ!（北海道テレビ放送・2008年 - 2009年）
- 音ボケ☆plus（TOKYO MX・2011年）
- ひるブラ（NHK・2011年）

## 作品
- ひとりじめ（2011年8月24日、イーネット・フロンティア）